# إيفان كامبو
إيفان كامبو راموس (بالإسبانية: Iván Campo)، من مواليد 21 فبراير 1974 في سان سباستيان في إسبانيا، لاعب كرة قدم إسباني سابق.
بدأ مسيرته الكروية مع ديبورتيفو ألافيس في عام 1993، ولعب معهم حتى عام 1996، وشارك معهم في 45 مباراة وسجل هدفين، وفي موسم 1996/1997 انتقل إلى نادي فالنسيا، ولعب معهم 7 مباريات وسجل هدف واحد، وفي موسم 1997/1998 انتقل إلى نادي مايوركا، ولعب معهم 33 مباراة وسجل هدف واحد، وفي عام 1998 انتقل إلى نادي ريال مدريد، ولعب معهم حتى عام 2003، وشارك معهم في 60 مباراة وسجل هدف واحد، وفي موسم 2002/2003 أعير إلى نادي بولتون واندررز الإنجليزي، ولعب معهم 32 مباراة وسجل هدفين، وفي العام التالي في 2003 إنتقل إليهم ولعب لهم لغاية 2008 خاض خلالها 141 وسجل 11 هدفاً، وفي موسم 2008/2009 إنتقل إلى نادي إيبسويتش تاون لعب لهم 17 مباراة وسجل هدفاً واحداً، وفي موسم 2009/2010 انتقل إلى نادي أيك لارنكا القبرصي ولعب لهم لمدة موسم واحد خاض خلاله 8 مباريات ثم اعتزل اللعب بعد ذلك.
لعب لمنتخب إسبانيا لكرة القدم لمدة عامين من عام 1998 وحتى عام 2000.

## روابط خارجية
- إيفان كامبو على موقع الاتحاد الدولي (مؤرشف)  (الإنجليزية)
- إيفان كامبو على موقع الاتحاد الأوربي (الإنجليزية)
- إيفان كامبو على موقع قاعدة بيانات كرة القدم.إي يو (الإنجليزية)
- إيفان كامبو على موقع ناشيونال فوتبول تيمز (الإنجليزية)
- إيفان كامبو على موقع Soccerbase.com (لاعب) (الإنجليزية)
- إيفان كامبو على موقع عالم كرة القدم.نت (الإنجليزية)
- إيفان كامبو على موقع كووورة